# Нелко Коларов
Нелко Коларов е български музикант, диригент и композитор.

## Биография
Роден е през 1959 г. във Варна. През 1980 г. е приет в Държавната консерватория, а година по-късно става член на група Импулс. Композира повечето от хитовете на групата като „Есенни птици“, „Сън“ и „Ако ти си отидеш за миг“. След като завършва консерваторията през 1985 г. става диригент във Варненската филхармония. Дирижира и спектакли във Варненската опера. През периода 1989 – 1991 композира на мюзикъли, сред които „Най-чудното чудо“, „Романтици“ и „Хей, полтъргайст, кажи“ за Вариететния театър в Габрово.
През 1990 г. основава група „Ескорт“. Работи с изпълнители от различни жанрове като Гумени глави, Вили Кавалджиев, Тони Димитрова, Фул Макс и др. В края на 90-те е диригент на симфоничния оркестър, записал рок-операта на Николо Коцев „Nostradamus“. През 2001 г. Коларов записва първия си солов албум – „Ден на гнева“. От 2004 до 2010 г. е пианист на група Брейзън Абът. През 2007 г. създава група „Фобос“.

## Албуми
- Импулс 1 – 1985 (с Импулс)
- Ден на гнева – 2001
- Среднощен концерт – 2002
- My Resurrection – 2005 (с Брейзън Абът)
- Омагьосани картини – 2010